# Bénédicte Auzanot
Bénédicte Auzanot (geboren am 5. August 1972 in Besançon (Doubs)) ist eine französische Politikerin.
Bei der Wahl zur Nationalversammlung 2022 wurde sie im 2. Wahlkreis des Département Vaucluse auf der Liste der Partei Rassemblement national zur Abgeordneten gewählt.
Zuvor war sie oppositionelle Stadträtin in Cavaillon und von 2020 bis 2022 Gemeinschaftsrätin des Gemeindeverbands Communauté d’agglomération Luberon Monts de Vaucluse. Sie trat von ihren kommunalen Ämtern zurück, um sich auf ihr Parlamentsmandat zu konzentrieren.

## Politische Laufbahn
2020 führte sie eine Liste für die Senatswahlen an.
Bei den Parlamentswahlen 2022 kandidierte sie im zweiten Wahlkreis des Departements Vaucluse für die Partei Rassemblement National. Im ersten Wahlgang lag sie an der Spitze und wurde im zweiten Wahlgang mit 52,18 % der Stimmen zur Abgeordneten gewählt.
In der Nationalversammlung ist sie Mitglied im Ausschuss für Soziales.